# Paul Labat
Pour les articles homonymes, voir Labat.
Paul Labat, né le 9 janvier 1900 à Aire-sur-Adour et assassiné par les Allemands le 2 septembre 1944 au camp du Struthof, est un officier français du service de transmissions des armées qui fut à la fois un théoricien de la propagation des ondes électromagnétiques et le principal artisan de la mise en place des premiers radars au sein de l'armée française. Après l'armistice de juin 1940, il a joué un rôle de premier plan dans le camouflage des services de transmissions de l'armée au sein des PTT via le Groupement des contrôles radioélectriques (GCR). Il se mit ensuite au service de la Résistance française.

## Biographie

### Études
Fils d'un instituteur landais précocement décédé et d'une mère infirmière, Paul Labat est né à Aire-sur-Adour le 9 janvier 1900. Élève boursier au lycée de Bordeaux, il entre en 1919 à l'École Polytechnique et effectue deux années à l'école d'application du génie à Versailles. À sa sortie, affecté au 8e régiment du Génie, au Mont-Valérien, il effectue une année supplémentaire d'études à l'École supérieure d'électricité, section radio, en 1924-1925. 

### Avant-guerre
En poste au Maroc de 1926 à 1928, il est impliqué dans les liaisons radios à ondes courtes et ondes très courtes entre postes mobiles,.
Capitaine en 1928, il oriente définitivement sa carrière vers les études techniques et les réalisations des matériels militaires au sein de la Section d'Études des matériels et Transmissions des Armées (SEMT) où il restera onze ans. C'est à cette époque que l'Armée commence à s'intéresser au potentiel de la détection électromagnétique que l'on appellera plus tard radar. Il est remarqué pour ses capacités intellectuelles par le Général Ferrié qui verra en lui son véritable successeur. Excellent théoricien et expérimentateur, il rédige un important traité sur la « propagation des ondes électromagnétiques, exposé des connaissances acquises, synthèse des idées et des théories » publié en 1932.
En 1935, Labat participe avec Pierre David (ingénieur) aux essais de détection électromagnétique qui aboutiront à l'adoption par l'Armée de Terre des Barrages David, première filière française de détection électromagnétique articulée sur un plan opérationnel. Dans les années d'avant-guerre, il s'investit également dans l'emploi des ondes très courtes dans les liaisons militaires, réalisant en 1937, année de son mariage, une liaison entre la corse et la Tête de Chien, au-dessus de Monaco. À partir de 1938, Labat est le promoteur de la coopération franco-britannique en matière de radar. Il rencontre à plusieurs reprises Robert Watson-Watt. Le 5 juin 1939, il met sur pied une mission de six officiers français des trois armes pour étudier les différents types de radars anglais, Chain Home et radars mobiles GL dont plusieurs exemplaires seront achetés aux Anglais.

### Résistance
Après la défaite et l'Armistice du 22 juin 1940, le commandant Labat est intégré à l'Armée de Vichy, mais la plupart des officiers de transmissions du SEMT ne le sont pas. Labat, qui est nommé pour la circonstance « ingénieur en chef des PTT » organise leur réinsertion dans le service d'études et de recherches techniques (SERT), laboratoire des PTT qui reprend les activités du SEMT. On dit que ces officiers sont « civilisés ». Le 10 août 1940, juste après l'accord de l'Armistice, le général Weygand, crée le groupement des contrôles radioélectriques (GCR). Il regroupe les effectifs restant du Groupement d'écoutes et de radiogoniométrie du Grand Quartier Général et le Réseau des Services radioélectriques du Territoire. Il est commandé par le Commandant Labat secondé par le capitaine Romon. Installé à la Source Guerrier à Saint-Yorre puis à Hauterive. Dès 1940 il organisa l’interception des messages allemands concernant la bataille d’Angleterre et les préparatifs d’invasion. 
Certains renseignements furent qualifiés d’inestimables par les alliés pendant la guerre (réseau franco-polonais du général Bertand d'Uzès). Le 7 décembre 1940 le GCR est rattaché au Cadre spécial temporaire des ingénieurs des transmissions de l'État. Il s'agit de soustraire l'activité d'officiers des transmissions au contrôle des Commissions d'Armistice en leur donnant un statut. Labat prend également la direction du Groupement des Contrôles radio-électriques (CGR), à Lyon, un service d'écoute pour le compte du 2e bureau de l'Armée de Vichy. Sous la ouverture d'une écoute des agences de presse étrangères et du trafic commercial, le CGR s'investit dans l'écoute et la goniométrie des émissions allemandes en Europe de l'Ouest. Le service apporte également son concours aux opérateurs clandestins communiquant avec les Alliés. Par le biais du comité de coordination des télécommunications impériales (CCTI), Labat encourage les industries françaises à poursuivre leurs études. Il distribue les marchés d'études et donne à leurs titulaires des instructions précises concernant le camouflage des travaux et des essais. Promu lieutenant-colonel en 1941, il est directement affilié aux réseaux Alliance et Gallia. C'est son camarade devenu son adjoint Gabriel Romon qui l'avait mis en contact avec le réseau Alliance. À Toulon, l’ingénieur soldat Paul Labat a intégré le goniomètre de L L M Té, qui a été envoyé ensuite aux États-Unis. Il a été le premier à étudier les propagations anormales pour la société ITT société mère de la société Le (Laboratoire) Matériel téléphonique. Il le fit avec un émetteur en bande S (10cm) situé au-dessus de Toulon au Mont Coudon, et un récepteur camouflé dans un bateau l'Ampère chargé de poser et réparer des câbles entre la Corse et le continent français Au moment de la constitution des FFI, il est nommé Chef des transmissions nationales. 

### Déportation
Arrêté par la Gestapo le 29 mars 1944, il est déporté au camp de Schirmeck, en Alsace, et finalement, exécuté au camp du Struthof dans la nuit du 2 septembre 1944 avec quatre-vingts autres membres du réseau Alliance.
En août 1944, après le débarquement de Normandie, les unités de transmissions de l’US Army reçurent des stations mobiles de 60 kilowatts développées dans les sous-sols de la résistance (les stations Sig Circus). Après la libération de Paris, les unités de transmission américaines établirent leurs quartiers généraux dans l'immeuble du Herald Tribune, rue de Berry (Paris). Le gouvernement français fournit un émetteur 15 kilowatts fabriqué par les laboratoires clandestins du Matériel Téléphonique.

## Hommages
En 1945, Labat est promu à titre posthume, colonel, à dater du 25 mars 1944 et général à dater du 20 août 1944.

## Publications
- Paul Labat, capitaine du génie, ancien élève de l'École polytechnique, La Propagation des ondes-électromagnétiques. Exposé des connaissances-acquises. Synthèses des idées et des théories, Paris, Gauthier-Villars et cie, 1932, 451 p. (BNF 32331840)